# Na Mã Hạ

Vị trí tại Cao Hùng

Na Mã Hạ (tiếng Tsou: Namasia; tiếng Trung: 那瑪夏區; bính âm Hán ngữ: Nàmǎxià Qū; bính âm thông dụng: Na`maˇsia` Cyu), trước đây gọi là hương Tam Dân (tiếng Trung: 三民鄉; bính âm: Sānmín xiāng; Wade–Giles: san-min hsiang) là một khu (quận) của thành phố Cao Hùng, Trung Hoa Dân Quốc (Đài Loan). Quận nằm trên dãy núi Ngọc Sơn và dân cư chủ yếu là thổ dân Đài Loan. Na Mã Hạ có diện tích 252,9895 km², dân số vào tháng 8 năm 2011 là 3.319 người thuộc 883 hộ gia đình, mật độ cư trú đạt 13,1 người/km².